# Actinocephalus claussenianus
Actinocephalus claussenianus är en gräsväxtart som först beskrevs av Friedrich August Körnicke, och fick sitt nu gällande namn av Paulo Takeo Sano. Actinocephalus claussenianus ingår i släktet Actinocephalus och familjen Eriocaulaceae. Inga underarter finns listade i Catalogue of Life.